# 戈申 (新罕布什爾州)
戈申（英語：Goshen）是一個位於美國新罕布什爾州沙利文縣的鎮。

## 人口
根據2020年美國人口普查的數據，戈申的面積為58.36平方千米，當中陸地面積為58.12平方千米，而水域面積為0.24平方千米。當地共有人口796人，而人口密度為每平方千米14人。